# Sơ Lặc
Sơ Lặc (tiếng Trung: 疏勒县; bính âm: Shūlè Xiàn; Uyghur: قەشقەر يېڭىشەھەر ناھىيىسى‎, ULY: K̡ǝxk̡ǝr Yengixǝh̡ǝr nah̡iyisi) là một huyện của địa khu Kashgar, Tân Cương, Trung Quốc.

### Trấn
- Sơ Lặc (疏勒镇)
- Hãn Nam Lực Khắc (罕南力克镇)
- Nha Phủ Tuyền (牙甫泉镇)

### Hương
| - Ba Nhân (巴仁乡) - Dương Đại Man (洋大曼乡) - Á Man Nha (亚曼牙乡) - Ba Cáp Tề (巴合齐乡) - Tháp Tư Hồng (塔孜洪乡) - Anh Nhĩ Lực Khắc (英尔力克乡) | - Khố Mộc Tây Lực Khắc (库木西力克乡) - Tháp Nhĩ Kỳ (塔尕尔其乡) - Ngải Nhĩ Mộc Đông (艾尔木东乡) - A Lạp Lực (阿拉力乡) - A Lạp Phủ (阿拉甫乡) - Anh A Ngoã Đề (英阿瓦提乡) |